# 球根ベゴニア

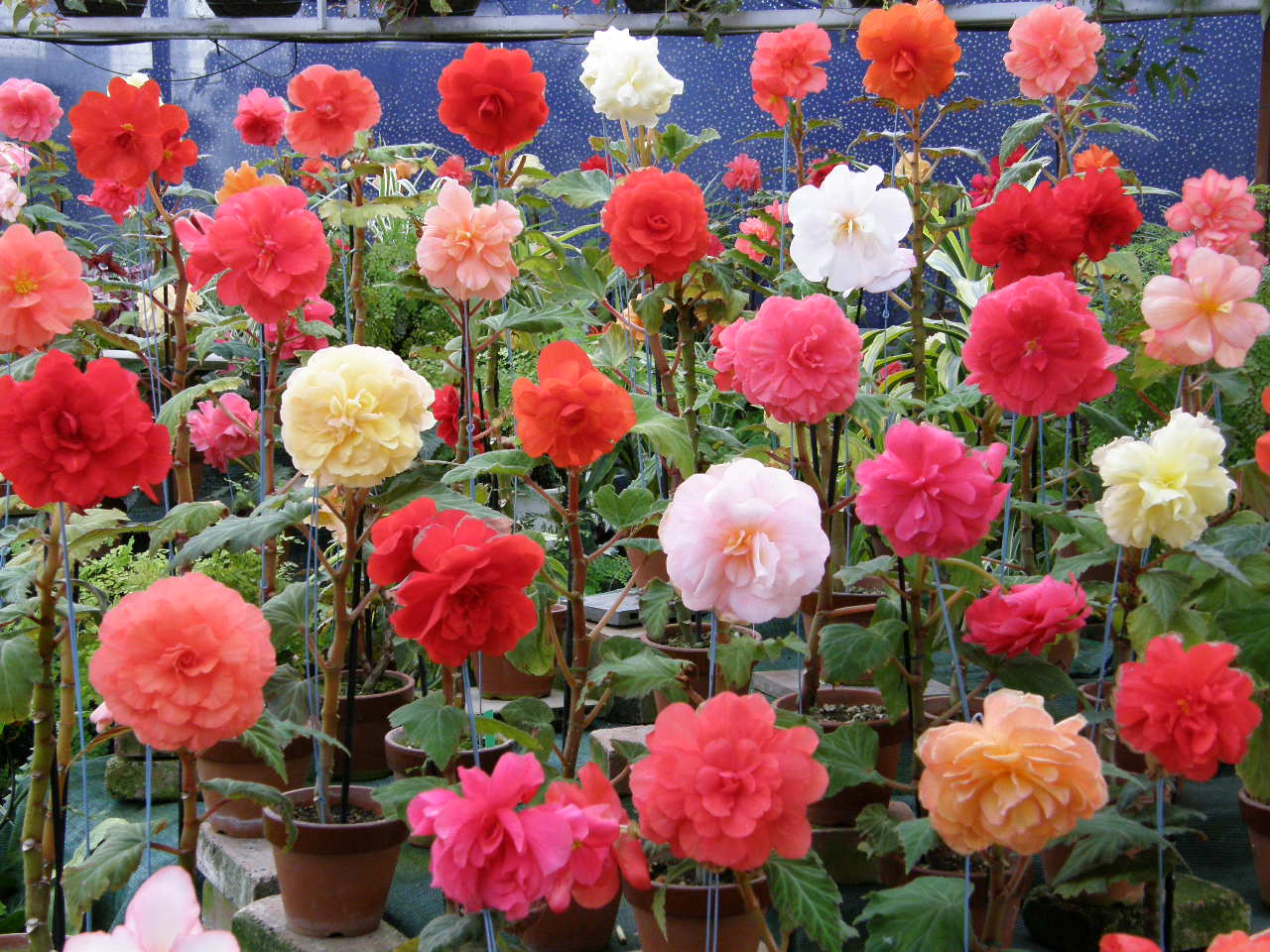
球根ベゴニア（加西フラワーセンター）

球根ベゴニア（きゅうこんベゴニア、学名 Begonia × tuberhybrida、英 tuberous begonia)はベゴニアの一種で、ペルー、ボリビアなどのアンデス高山地帯に分布する植物の交配種である。半耐寒性で暑さにきわめて弱い多年生植物で、フランス・イギリス・ドイツなどでは、家庭用の観賞植物として種子や球根が売られている。日本では、専用の温室がないと栽培は難しい。

## 性状
直径3～4cmの不整形の塊茎をもち、茎は、草丈20～30cmで直立するものと、ペンデュラ（pendula）とよばれるしだれ状の物とがある。茎・葉共に多汁質で無毛、葉は、ベゴニア属特有な長さ10cmくらいのいびつな腎臓形で、光沢がある。花は、現在の品種は、ほとんどがノン・ストップ形と呼ばれる、日照に関わりなく咲く系統のため、適温であれば初夏から秋まで咲き続ける。花は小輪から大輪まであるが、大輪のものは花径15cmくらいになり、花の豪華さは、洋蘭やボタンに勝るとも劣らないほどである。花色も豊富で、赤・朱色・黄色・ピンク・白・赤紫などと絞りや覆輪のものもある。

## 球根ベゴニアに関するその他の情報
- 北朝鮮の指導者である金正日は真っ赤な球根ベゴニアが好きで、金正日花という品種まで作出させている。